# General Acha
General Acha es una ciudad, cabecera del departamento argentino de Utracán, en la provincia de La Pampa. Su zona rural se extiende también sobre el departamento Lihuel Calel. La ciudad está ubicada en las cercanías de la Ruta Nacional 152 y Ruta Provincial 9. Actualmente su Intendente es Abel Sabarots (UCR), quien fue reelecto el 14 de mayo del 2023 con el 82% de los votos.

## Población
Contó con 12 583 habitantes (Indec, 2010), lo que representó un incremento del 2,6% frente a los 12 536 habitantes (Indec, 2001) del censo anterior. En tanto, la composición de la población fue de 6099 varones y 6484 mujeres índice de masculinidad del 94.06%. También, se contabilizaron 5314 viviendas, un notorio incremento frente a las 3628 del censo anterior.
El censo nacional 2022 arrojó 15 386 habitantes y 6 653 viviendas. Esto la situó como el cuarto municipio de la provincia.
| Gráfica de evolución demográfica de General Acha entre 1991 y 2022 |
|                                                                    |
| Fuente de los Censos Nacionales del INDEC                          |

## Símbolos

### Escudo de la ciudad
Su autor es Enrique Spalvieri (Rigo). La forma ojival del escudo, de un solo campo, es presidida por la imagen de un sol personificado que simboliza la luz el calor y la vida. Las lanzas que cruzan por atrás del campo del escudo, evocan el pasado indígena de la región. En el interior del campo, se destaca, a la izquierda del lector, la figura de una fábrica, símbolo de la actividad industrial. A la derecha, el caldén representa la flora autóctona. En el centro se observa una llama que surge del círculo que identifica la ubicación de la ciudad en el mapa de La Pampa. La mano, la espiga y la silueta de la cabeza vacuna contenidas en la llama simbolizan el trabajo agroganadero. Los laterales curvos del escudo están recubiertos por sendos ramos de laureles que representan el triunfo de la civilización sobre el desierto. En la unión de los ramos, inscripto sobre la cinta con los colores patrios, se destaca el nombre de la ciudad.

## Historia
- 1882, se funda el pueblo en el sitio de un fortín militar, en la zona que en lengua mapuche se denominaba «Quetré Huitrú Lauquen»: caldén solo junto a la laguna. Lleva el nombre del general Mariano Acha.
- 1884, se crea el territorio nacional de La Pampa y se designa al poblado como la sede de su gobernación.
- 23 de julio de 1896, llega el FF.CC., al inaugurarse el tramo Epu Puel, Unanue, Gamay, General Acha. Existía el proyecto de unir, las capitales de La Pampa y de Neuquén: en ese entonces Acha y Chos Malal. La llegada del FF.CC. a General Acha formó parte de la construcción de la red ferroviaria más antigua de La Pampa, que cubrió paulatinamente sus tramos en estas fechas:
  - 29 de enero de 1891, hasta Bernasconi
  - 24 de julio de 1891, hasta Hucal
  - 31 de julio de 1891, hasta Epu Pel
  - 23 de julio de 1896, hasta General Acha
  - 21 de octubre de 1896, hasta Utracán
  - 30 de junio de 1897, hasta Naicó
  - 20 de julio de 1897, hasta Toay
- 1900, se autoriza el traslado de la capital del Territorio a Santa Rosa de Toay, luego de un episodio poco claro, donde fueron cambiadas las muestras del agua tomadas en Gral. Acha y Santa Rosa, aunque Gral. Acha retuvo el juzgado.[cita requerida]
- 1904 se traslada el organismo judicial, antecedente que formó parte de un año convulsionado, en que no faltó una pueblada del vecindario, resuelto a no dejarse llevar el último reducto de su condición de capital. Es recordada como «Revolución de General Acha». Unos vecinos ocultan documentación y otros, enfrentan a la policía, pero esta recibió refuerzos y los rebeldes son detenidos, enviados a Santa Rosa, procesados por sustracción de documentos públicos, y finalmente, amnistiados.

La ciudad de General Acha fue fundada el 12 de agosto de 1882, en el Valle Argentino, un relieve apropiado para el asentamiento humano. Su fundación también respondió a una estrategia militar, ya que se ubicó muy cerca de la capital de los vorogas (Salinas Grandes)y a la vera de la rastrillada hacia Chile.
Desde el año 1884 fue capital del Territorio de La Pampa hasta que, en 1900, se confirió ese rango a Santa Rosa.

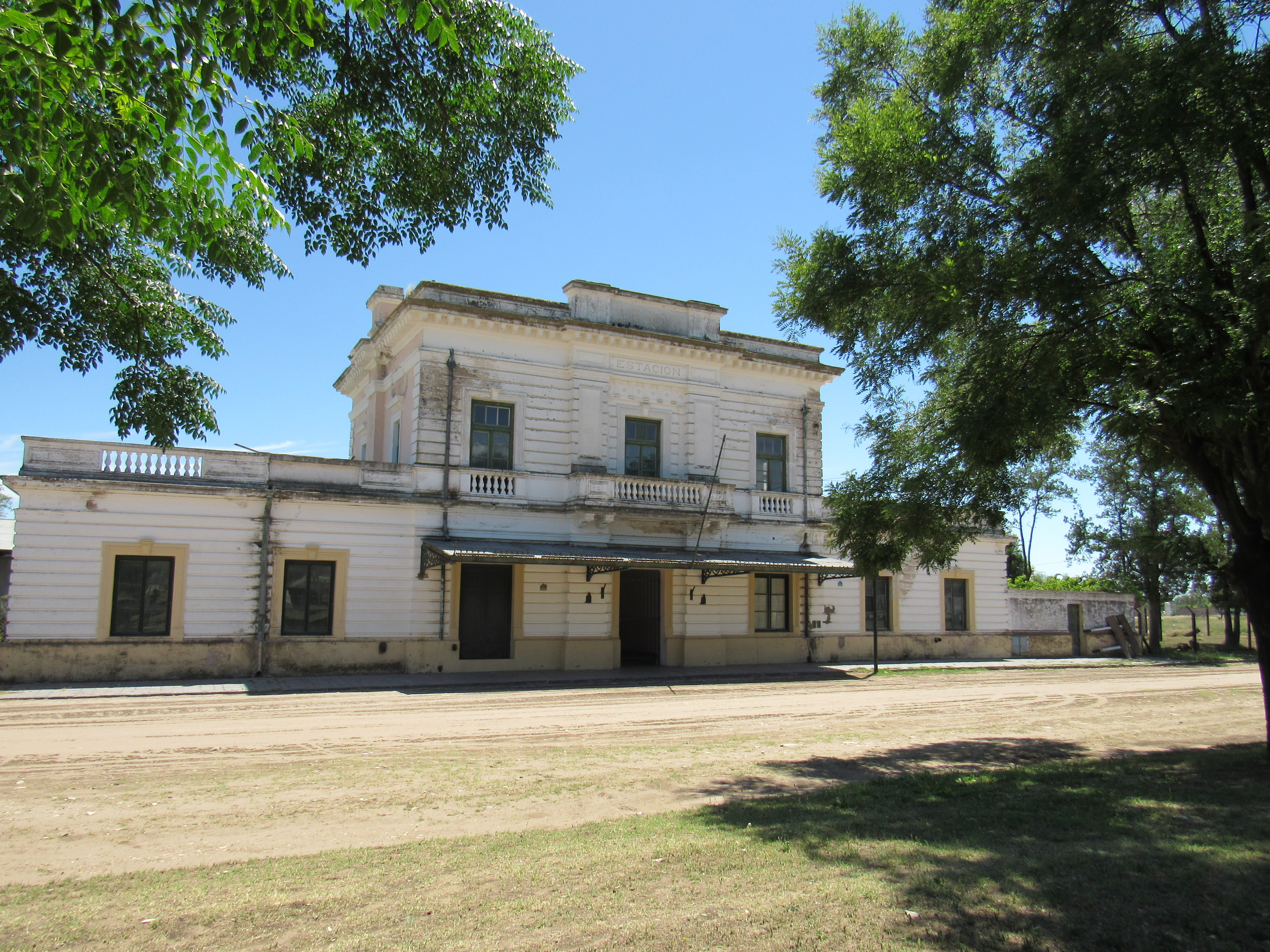
Antigua estación de ferrocarril

En 1896, la llegada del Ferrocarril Sur a General Acha favoreció el progreso del núcleo poblacional.
Actualmente, es la tercera ciudad de la provincia por su cantidad de habitantes (que según los datos provisionales del Censo 2001, 11.803) y la cabecera del departamento Utracán. Hoy en el  2019, supera los 17.000 habitantes.
General Acha cumple una importante función como centro de servicio a los viajeros. Es el paso obligado del transporte automotor desde Buenos Aires hacia el Alto Valle del Río Negro, Neuquén y los centros turísticos del área de montaña de la Patagonia.
Entre las actividades económicas que se desarrollan en su entorno se destaca la ganadería.
General Acha ejerce su influencia sobre Unanue, Epu Pel, Utracán y Quehué, todas surgidas por la instalación del ferrocarril. Una excepción lo constituyó Colonia Santa María cuya población de origen alemán, estaba relacionada económicamente con la estación ferroviaria de Epu Pel.
Otras poblaciones sobre las que General Acha tiene influencia son Chacharramendi (departamento Utracán), La Reforma y Limay Mahuida (departamento Limay Mahuida).
Estos dos últimos asentamientos nacieron a la vera del río Salado-Chadileuvú, organizados en torno a un almacén de ramos generales.
En el año 2020, luego de un trabajo entre la cámara de diputados y el municipio local, se declara a General Acha como capital histórica de La Pampa a través de la Ley N° 3293.

## Educación
La vida educativa de General Acha también comenzó con el pueblo, al habilitarse una sala para dar clase a hijos de militares e indios, cuando Florencio Leiva se convirtió en el primer maestro que tuvo La Pampa.
En el año 1883 se creó la actual Escuela N°11. La angustia por la falta de edificio la vivió muchas décadas, en que funcionó en casas particulares, hasta que en 1948 se habilitó el propio edificio. En distintas épocas se agregaron varias escuelas primarias más( María Auxiliadora, La Inmaculada,145, 164, 177, 245, 257), funcionando además en la actualidad la Escuela Normal, la Escuela EPET, la Escuela Agrotécnica, la Escuela para Adultos, Especial N°8, Laboral 1, JIN N° 11 (Jardines de Infantes Nucleados) y Centro de Apoyo Escolar.
Luego, funcionan bajo el marco de la Ley Federal de Educación, la Unidad Educativa Nº 30, y la EX Unidad Educativa Nº 34. Estas instituciones, tiene la población de alumnos que cursan 7.º, 8.º y 9.º año del 3 ciclo de E.G.B. 
Actualmente, esta funcionando el L.S.F.D en educación primaria (Institución Superior de Formación Docente) en la escuela Unidad Educativa N° 30.

## Turismo

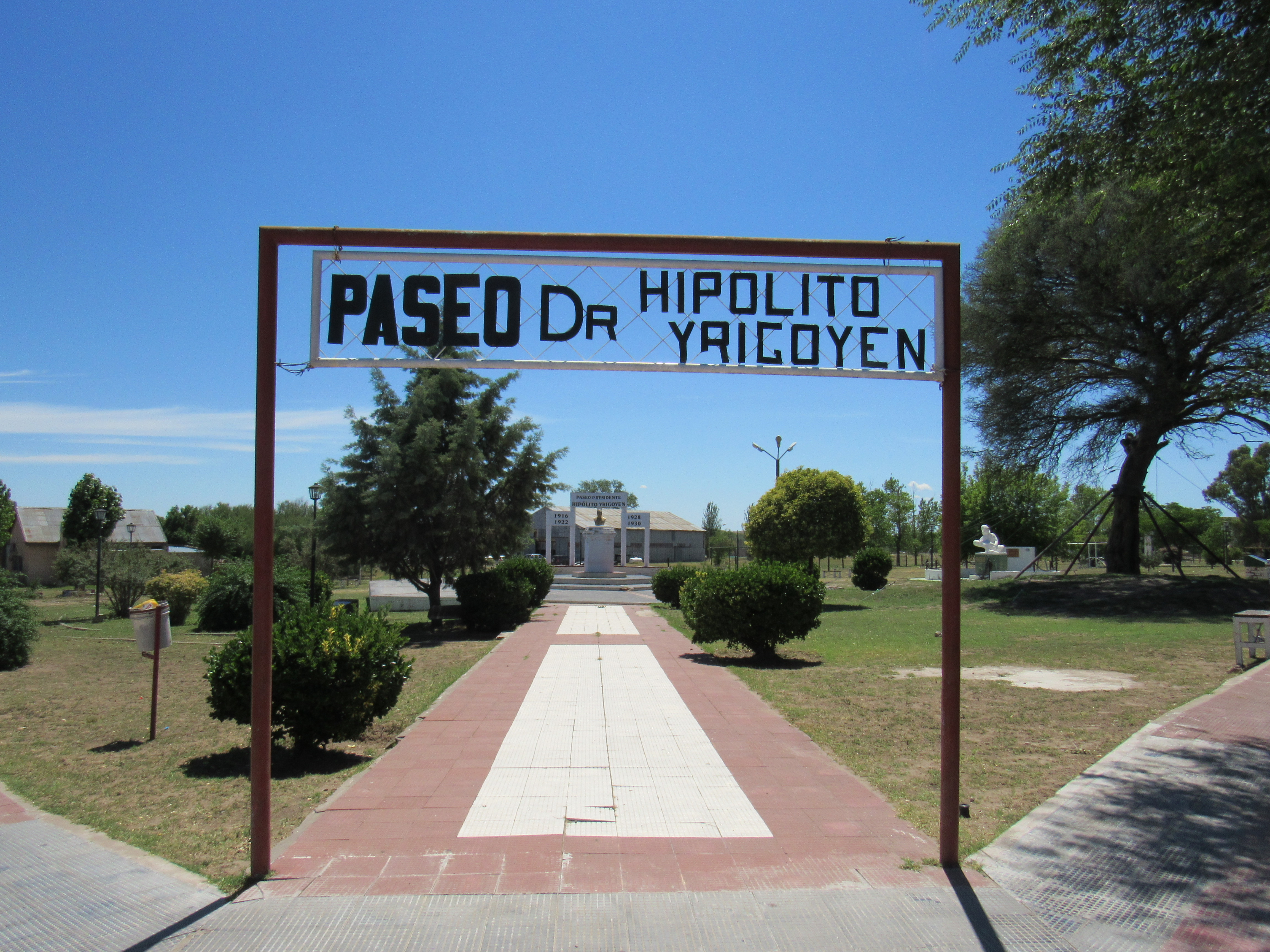
Paseo Yrigoyen

'Reserva Natural Municipal Laguna de Utracán' Declarada el 30 de marzo de 2016, con un predio de 11 hectáreas. Laguna ubicada en el Valle homónimo, al otro lado de los médanos flanquea el Valle Argentino. Esta forma un espejo muy apto para el balneario y deportes náuticos.
La municipalidad atiende el área de Utracán. A su laguna «La Ernestina», ya en 1941 se le reconocían propiedades curativas. Utracán se menciona especialmente por su balneario. Muchas personas de diferentes puntos de la provincia acuden al lugar para pasar una tarde allí, o para acampar por varios días.
La reserva cuenta con una cantina, sector de camping, campo de fútbol, mesas y parrillas y un Sendero Recreativo e Interpretativo de 750 metros que te invita a disfrutar y reconocer la flora autóctona donde encontraras los tres ambientes típicos de La Pampa , bien distinguidos (salitral, chañaral y caldenal). Utracán dista aproximadamente 16 km de la ciudad de General Acha, todo asfaltado.

## Parque eólico
"El Pampero" y "Huracán" —así bautizados por alumnos de escuelas de EGB1 y EGB2 de General Acha— se denominan las dos turbinas eólicas de 900 kW cada una.
Se encuentran en un predio propiedad de COSEGA (Cooperativa de Servicios Públicos de General Acha ), ubicado a 15 km al sudoeste de la ciudad de General Acha a 311 msnm.
Ninguno de los dos están funcionando en la actualidad.[cita requerida]

## Parroquias de la Iglesia católica en General Acha
| Diócesis  | Santa Rosa en Argentina |
| --------- | ----------------------- |
| Parroquia | La Inmaculada           |